# 陳錦秀 (1912年)
陳錦秀（1912年—1938年1月22日），河南省固始縣人。共產黨黨員，18集团军115师344旅688团首任团长，為八路軍抗戰史中第一個陣亡的高阶军官。

## 生平
1930年參加中國工農紅軍，曾多次參加反圍剿戰役。1935年9月因在直羅鎮戰役作戰有功任紅十五軍七十五師二三三團團長，隔年十五軍擴編，陳升任七十五師師長。1937年10月中國農工紅軍改編八路軍，第六八八團由七十五師全部和第七十八師一部改編，陳錦秀任團長、副團長田守堯。1938年參與溫塘戰鬥，1月22日在指揮部被日軍砲彈擊中，陳與一營長劉國清陣亡。2014年9月14日民政部公佈的第一批著名抗日英烈。